# 대연립 구상
대연립 구상(大連立構想)은 2007년 11월 일본에서 자유민주당과 민주당의 대연정과 관련된 구상이다. 2007년 진행된 제21회 일본 참의원 의원 통상선거에서 자공 연립 정권은 참패하여 참의원에서 과반수를 상실했다. 중의원에선 연립 정권이 과반수를 점하고 있었기에 네지레 국회 현상을 초래했다. 이에 정권의 원활한 운영을 위해 일본의 내각총리대신 후쿠다 야스오가 제1야당인 민주당 대표 오자와 이치로에게 제안한 것이 대연정이었다. 오자와는 이에 긍정적인 반응을 보였지만 민주당 내부의 반발이 거셌기에 결국 대연정은 실현되지 못했다.

## 당수 회담
2007년 10월 29일 오후 후쿠다는 「테러 대책 해상 저지 활동에 대한 보급 지원 활동의 실시에 관한 특별조치법」(「신테러특조법」)안의 국회 통과를 위해 30일 오자와를 만나고 싶다는 뜻을 자유민주당 간사장 이부키 분메이를 통해 민주당에 전했다. 민주당이 해당 법률안을 반대하고 있었기 때문이었다. 이후 자민당과 민주당의 국회대책위원장 회담을 통해 30일 당수 회담이 합의됐다.
30일 오전 국회에서 당수 회담이 진행됐다. 자민당에서는 후쿠다·이부키·국회대책위원장 오시마 다다모리가, 민주당에서는 오자와·간사장 하토야마 유키오·국회대책위원장 야마오카 겐지가 참석했다. 10분간의 회담을 끝낸 뒤에는 양당 대표끼리만 만나 45분 대화했으며 그 후에 이부키와 하토야마가 참석해 다시 회담을 했다. 이 회담의 결과 다음 날로 예정되어 있던 국회 당수 토론을 연기하고 당수 회담을 한 번 더 열기로 합의가 이루어졌다. 하지만 양당 대표가 45분씩이나 밀실에서 독대한 것에 대해서는 중의원을 해산한 뒤 조기 총선을 치른다, 대연정을 구성한다 등 온갖 억측이 쏟아져 나오면서 많은 비판을 받았다.
31일에는 국회에서 양당 국대위원장 회담이 진행되어 11월 2일 15시에 당수 회담을 하기로 합의했다. 그리고 2일에 진행된 당수 회담에서 후쿠다가 오히라에게 대연정을 제안했다. 국가안전보장에 관한 오자와의 주장을 후쿠다가 상당 부분 받아들이자 오자와도 후쿠다의 대연정에 호의적인 반응을 보인 것이었다. 오자와는 이 사실을 당에 보고하면서 대연정의 이점으로는 참의원이 주장하는 정책은 실현되기 어렵다는 점을 들었고 결점으로는 진정한 의미의 정권 교체가 되지는 못한다고 설명했다. 당내에서는 자민당과 연정을 꾸리면 그것이 대정익찬회와 무엇이 다르냐며 반대하는 목소리가 컸고 오자와를 지지하는 의원은 사실상 없었다.
한편 대연정을 위해 배후에서 암약하는 세력이 있다는 보도가 줄을 잇고 있었다. 보도에 의하면 요미우리신문 그룹본사 대표이사 와타나베 쓰네오·닛폰 TV 방송망 이사회 의장 우지이에 세이이치로·전 총리대신 나카소네 야스히로가 관여하고 있었으며 와타나베는 중개역을 맡았고 전 총리대신 모리 요시로도 후쿠다의 대리인을 자처해 오자와와 교섭했다고 한다. 11월 16일 《아사히 신문》과의 인터뷰에서 오자와도 대연정을 구상한 장본인은 와타나베라고 언급했다. 한편 오자와가 먼저 후쿠다에게 대연정을 제안했다는 보도도 나왔지만 오자와는 이를 두고 "일부 매스컴의 민주당에 대한 이유 없는 비방·중상 보도"라며 강하게 비판했고 “나는 대연정 제안을 한 적이 없다”라고 말하면서 이 논란에 대해 극구 부인했다.

### 오자와의 사임 해프닝
결과적으로 민주당은 오자와가 호의적인 반응을 보였던 자민당과의 대연정에 반대했고 오자와는 이를 자신에 대한 사실상의 불신임으로 받아들여 정치적 혼란을 일으킨 점을 책임지겠다며 11월 4일 대표직에서 물러나겠다고 밝혔다. 이때 기자회견을 하면서 민주당이 다음 중의원 선거에서 과반수 의석을 차지할 수 있을지 불분명하다고 말했다. 같은 날 《요미우리 신문》이 대연정은 "오자와가 먼저 제안했다"고 보도했으나 오자와는 이를 다시 부정하며 "나를 정치적으로 말살하고 민주당의 이미지를 결정적으로 떨어뜨리려는 의도가 명백하다"라고 주장했다. 친정부 언론에 의한 정치적 의도를 가진 허위 보도라며 아사히 신문·니혼케이자이 신문을 제외한 언론 매체들을 비판했다.
5일 민주당 내에서 간사장 하토야마 유키오를 비롯한 민주당 지도부가 오자와 설득에 나섰다. 집행부뿐 아니라 당이 하나가 되어 '오자와의 대표 사임은 당의 존망이 걸린 문제'라며 대표직에 남아줄 것을 청했다. 다음 날 오자와는 자신의 발언을 철회하겠다는 뜻을 내비쳤고 7일 공식적으로 대표직 사임을 철회했다. 이날 오자와는 자신이 4일에 했던 기자회견을 '민주당은 정권 담당 능력이 없다'는 취지로 보도됐지만 실제로는 "정권 담당 능력이 있는가 하는 국민적 의문이 있다. (이를 해소하기 위해 정권을 직접 담당해서 실증해 보겠다)"는 뜻이었다고 정정했다. 대연정도 한 미디어 회사 관계자가 중재하여 옛날부터 구상되었던 것이며 자신이 제안한 것이 아니라고 다시 한 번 강조했다. 또한 대표직을 사임한 것은 자신이 당의 신임을 잃었다고 지레짐작하여 그랬던 것이며 중의원 선거에서 승리를 쟁취해 민주당의 정치 이념을 실현하기 위해 힘을 모으기로 합의했다고 전했다.
20일 기자회견을 통해 오자와는 자민·민주 양당의 대연정이 이루어지면 자민당 정권에서는 불가능했을 농가에 대한 가구별 소득 보상 제도·육아 수당·고속도로 무료화 등의 정책이 실현될 수 있고 이를 통해 국민의 지지를 민주당이 얻을 수 있다며 여전히 대연정을 긍정적으로 인식하고 있다고 밝혔다. 그러면서도 정책 협의 정도라도 할 수 있다면 좋겠지만 당에서 절대 불가하다고 하니 앞으로 대연정을 추진하지 않을 것이며 지금의 정치 상황에서는 대연정도 정책 협의도 어렵다고 말했다. 이후 오자와는 자민당과 대결 노선을 취하게 된다.

## 요미우리 신문그룹의 관여
11월 5일 《요미우리 신문》은 〈오자와는 진실을 말하라〉는 기사를 통해 '총리대신 주변인을 포함한 많은 관계자의 증언을 통해 확실한 내용을 담은 보도'라고 밝힌 뒤 "(요미우리 신문이) 정부·자민당의 정보를 흘려 여론 조작을 담당했다거나 명백한 비방·중상 보도라는 인식은 완전히 잘못된 것이다"라고 주장했다. 오자와의 7일 기자회견 때도 《요미우리 신문》은 비슷한 내용의 보도를 내며 오자와에게 발언을 철회하라고 주장했다. 하지만 오자와는 "많은 관계자의 증언을 들었다면서 당사자인 나한테는 왜 취재 한 번 오지 않았나. 정부와 여당의 관계자 증언만 들은 것인가"라며 반발했다. 8일에도 《요미우리 신문》는 사설을 통해 민주당이 미숙한 체질을 드러냈다며 민주당에 대한 비판을 이어갔다.
10일 《아사히 신문》은 사설을 통해 "사실을 전해야 할 기자가 뒤에서 사실을 조작하고 있는 측을 감싸고 있다. 이래선 보도나 논평의 공정성이 의심받아도 어쩔 수 없다", "《요미우리 신문》은 중개자에 대해 보도하고 있지 않다. 일련의 경위에 대해 더욱 불분명한 부분이 많다. 누구보다도 진실에 가까운 정보를 쥐고 있는 건 《요미우리 신문》이 아닌가"라며 《요미우리 신문》을 비판했다.
한편 저널리스트 우오즈미 아키라는 『와타나베 쓰네오 ~ 미디어와 권력』이라는 저서를 통해 와타나베가 과거에 정치 공작을 벌였음을 폭로한 적이 있었는데 이번 사태에 대해서도 "그는 처음부터 정계 사람이었다. 미디어에 몸을 담고 있는 것이 영향력을 행사할 수 있으니까 정치인이 되지 않았을 뿐이다"라며 "정계에 손을 뻗어 세상을 좌지우지하는 것에서 기쁨을 느끼는 보도인은 그뿐만이 아니다"라고 주장했다.

## 영향
2007년 오사카시장 선거에서 민주당이 공천한 히라마쓰 구니오가 자민당의 공천을 받은 현직 시장 세키 준이치에게 승리하는 데 영향을 줬다는 평가가 있다.
전 민주당 대표 오카다 가쓰야는 일련의 소동에 대해 "(사태가 무난하게 처리된 것은) 얼마 전까지의 민주당이라면 생각하기 힘들었다. 정권 교체를 위해 무엇이 필요한지를 자각하고 행동할 수 있는 의원이 압도적으로 많아졌다. 어떤 의미로는 민주당이 강해졌다고 할 수 있는데 정권 교체를 위한 큰 성과였다"라고 평했다.
종합정보지 《FACTA》는 이번 대연정의 목적은 소비세율을 높이는 데 있었으며 《요미우리 신문》이 이 문제에 관여한 것은 증세의 대상에서 신문을 제외해 줄 것을 희망했기 때문이라고 주장했다.
또 하나의 당사자인 후쿠다는 '호흡이 잘 맞았다'라며 말끝을 흐렸다. 그러다가 2008년 3월 30일 NHK에 출연해 "대연정은 오자와의 제안이었다"고 주장했다. 4월 9일 당수 토론 때도 '(오자와) 대표는 함께 하지 않으면 안 된다고 생각해 그 회담을 성사시켰다'고 주장했다. 배후에서 암약했다고 알려진 모리도 정계에서 은퇴한 뒤인 2012년 《니혼케이자이 신문》과의 인터뷰에서 오자와가 와타나베에게 중재를 의뢰했다며 대연정은 오자와의 제안이라고 증언했다.
한편 저널리스트 다나카 요시쓰구는 민주당이 대연정을 통해 정권에 참여했다면 자민당으로부터 관료들을 다루는 방법과 정권을 운영하는 기술을 배울 수 있었을 텐데 그 기회를 놓쳤기에 훗날 민주당이 집권했을 때 그런 혼란상을 보였다고 주장했다.

## 같이 보기
- 연립정부
- 보보 연합 구상